# 非倫理的な人体実験
非倫理的な人体実験（ひりんりてきなじんたいじっけん、英: Unethical human experimentation）とは、医療倫理の原則に違反する人体実験である。これには患者のインフォームド・コンセントの権利を否定することも含まれる。また人種科学といった疑似科学的な枠組みを研究において用いたり、研究を装って人々を拷問することなども非倫理的な人体実験とみなされる。第二次世界大戦当時、後に戦争犯罪として裁かれる大日本帝国やナチス・ドイツによる捕虜への行為や、731部隊のようなグループやヨーゼフ・メンゲレといった個人の行為などを通して囚人や一般市民に対して残忍な実験が行われた。かの「ニュルンベルク綱領」はこれらナチスによる犯罪を受けて戦後生まれたものである。当時、諸国は取り残された人々に対して残忍な実験を行った。アメリカも 「MKウルトラ計画」および「タスキギー梅毒実験」といった非倫理的な人体実験を行った。カナダとオーストラリアでの先住民族の権利を侵害した扱いの例もある。それらの上に、世界医師会 （WMA）によって採択された「ヘルシンキ宣言」は、ヒトを対象とした研究倫理に関する布石となる文書と広く見なされるようになっている。

## ナチス・ドイツ
ナチスドイツは、強制収容所において（子供を含む）主に囚人に対し多数の人体実験を行い、対象者はヨーロッパにおける主にユダヤ人、他にはロマ人、シンティ、ポーランド人、ソ連軍の捕虜、またドイツ人でも同性愛者や障碍者が含まれた。これらの実験は、主に1940年代初頭の世界第二次世界大戦中のホロコーストと同時期に行われたものである。捕虜達はその人体実験への参加を強制され、自ら志願したわけでもなく、手続きについての同意もなかった。これらの実験は通常、死、外傷、病気、寿命の短縮、外観の喪失（奇形）、または恒久的な身体障害をもたらし、参加者は激痛に耐えなければならなかった。これは、医学的拷問の一例と見なされるものである。
アウシュヴィッツや他のドイツの収容所では、エドゥアルド・ヴィルトの指揮の下、選ばれた受刑者は、負傷したドイツ軍人の治療法開発、新しい武器の開発、などの為に様々な危険な実験の対象となった。それはドイツ第三帝国政府によって支持された人種的イデオロギーを前進させる為でもあった。アリベルト・ハイムはマウトハウゼンでも同様の医学実験を行っている。カール・フェルネットは同性愛を「治癒する」ために同性愛囚人に対して実験を行ったことが知られている。
戦後、これらの犯罪は後年「医師の裁判」として知られることになる裁判にかけられ、そこでニュルンベルク綱領が生まれ、現代の研究倫理、医学倫理へとつながることになる。裁判では、23人のナチス医師と科学者が強制収容所の受刑者に対する非倫理的な「治療」をしたとして裁かれた。その「治療」においては被験者はしばしば致命的な結果をもたらす研究対象として扱われていた。それら医師たち23人のうち16人が有罪判決を受け（うち15人は非倫理的取扱いで有罪判決を受け、そのうち1人はナチス親衛隊として有罪）、7人が死刑、9人は終身刑、7人は無罪となっている。

### 第二次世界大戦の前に
1933年7月14日に可決された「遺伝性疾患子孫防止法」は、遺伝的であるとされた病気を持つ人の不本意な断種（不妊手術）を合法化した。この法律は、遺伝的に欠陥があるとされた人々の不妊手術を通じて、アーリア人種の増大を促進するために使用された。17歳から24歳までの市民の1％が、法律の可決の2年以内に断種されていた。4年以内には、30万人が断種されることになった。1941年3月頃から1945年1月頃まで、アウシュヴィッツ、ラーフェンスブルックその他の場所で、カール・クローバーグ博士による断種実験が行われた。これらの実験の目的は、最小限の時間と労力で数百万の人々を断種するのに適した不妊手術方法を開発することであった。これらの実験は、X線、手術および様々な薬物によって行われた。数千人の犠牲者が断種されている。その実験とは別に、ナチス政府はその強制的な断種プログラムの一環として約400,000人を断種した。ヨウ素と硝酸銀を含むと推測される溶液の静脈内注射は成功したが、膣出血、激しい腹痛、子宮頸癌などの副作用があるものだった。したがって、放射線治療が断種の好ましい選択となった。特定量の放射線被ばくは、卵子または精子を生産する能力を破壊した。放射線投射は被害者たちを騙して実施されていた。囚人は部屋に連れてこられ、2〜3分ほどかかるアンケート用紙に記入するよう求められた。この時、放射線治療が施され、囚人たちは知らぬ間に断種されていた。そして、多くの人が激しい放射線火傷を負うことになった。
オイゲン・フィッシャーは、第一次世界大戦時、ドイツ占領下の南西アフリカで断種実験を開始している。「劣等種族」とされた人々の増加を防ぐ手段とし、ナチ党の異人種間結婚の禁止政策を正当化するためにフィッシャーは混血の人々に焦点を当てた。ナミビアでのフィッシャーの研究の結果として、ドイツはその植民地で異なる人種の人々の間の結婚を禁止した。

### 第二次世界大戦中

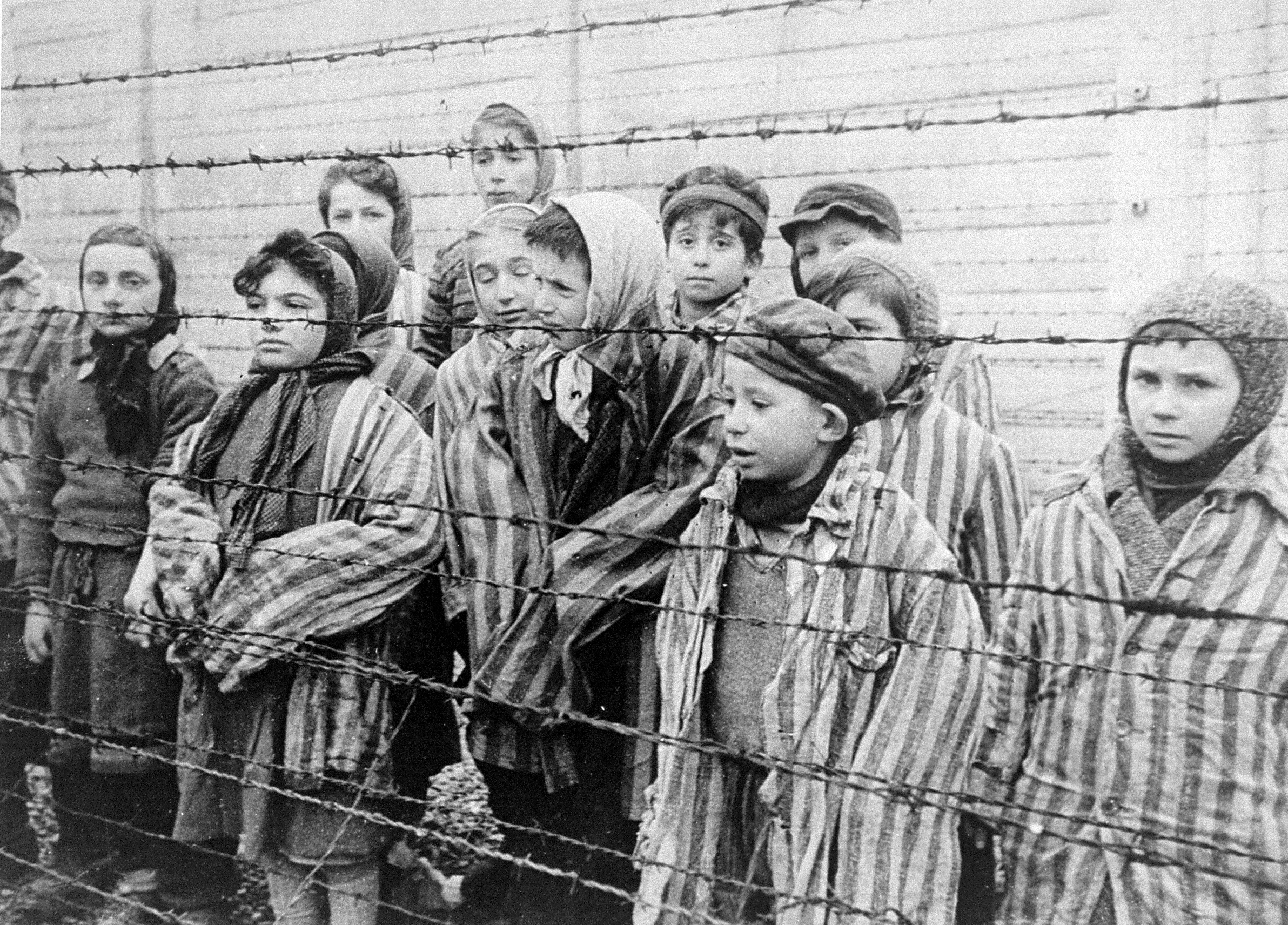
ユダヤ人の双子は、メンゲレの医学実験に使われるために生かされた。アウシュビッツのこれらの子供たちは、1945年1月にソ連赤軍によって解放された。

ドイツ国防軍はダッハウ強制収容所とアウシュビッツで一連の360から400の実験を行い、そこでは280から300の犠牲者に低体温が引き起こされた。これらはドイツ軍が東部戦線で被った条件を模倣するためにナチの上層部からの命令で行われた。軍は東部戦線で直面した寒冷な気候に備えた準備ができていなかったためである。捕獲されたソ連軍に対しても多くの実験が行われた。ナチスはロシア人の遺伝子が風邪に対する優れた抵抗を持つものなのか調べるために実験を行った。これらの実験の結果、およそ100人が死亡したと報告されている。
1942年初頭、ダッハウ強制収容所の囚人には、高高度で射出脱出しなければならなかったドイツ人パイロットを支援するための実験が Sigmund Rascher によって行われている。捕虜を収容した低圧チャンバーを使用し、高度20,000メートルまでの条件をシミュレートした。200人のうち80人が即死し、他は処刑された。
その他の実験は、双子に関する実験（結合双子を作成するための双子の縫い合わせなど） 、繰り返し頭部外傷を加えて少年を狂わせる実験、ブーヘンヴァルト強制収容所での毒の実験、焼灼爆弾からの物質で誘発されたリンの熱傷に対する様々な医薬製剤の効果をテストする実験、ウェルシュ菌などの細菌による感染後のスルホンアミドの有効性を調べるための Ravensbrück での実験及び破傷風菌による破傷風 の治療をしようとするために行った実験、マスタードガス及び類似の化合物によって誘発される化学やけど、ダッハウでの海水を飲用水にする様々な方法での実験などが挙げられる。
実験の結果として多くの被験者が死亡したが、死後の効果を調べるために実験が完了した後に多くの被験者が処刑された。生き残った人々は、多くの場合、切断されたままにされ、恒久的な身体障害、体の弱体化、そして精神的苦痛に苦しんだ。
ダッハウ冷凍実験の結果は、低体温症の治療に関する最近のいくつかの研究で使用されており、少なくとも45の出版物が第二次世界大戦以来この実験を参照している。これは、最近のホスゲンガスの影響に関するナチスの研究データの使用と相まって、物議を醸しており、このデータを得るために使用された方法に同意しない現代の医師にとって倫理的ジレンマを提示している。倫理的根拠に基づくものもあれば、方法論的矛盾を指摘して、純粋に科学的根拠に基づくナチの研究を拒絶したものもある。ダッハウ低体温症実験のよく引用されているレビューでは、この研究は「科学的詐欺のすべての要素」を含んでおり、そのデータは「科学を進歩させたり人命を救ったりすることはできない」と述べている。
何人かのナチの科学者は戦後にペーパークリップ作戦でアメリカ合衆国政府によって雇われ、後に同様の仕事をするようになる。

## 日本

### 大日本帝国

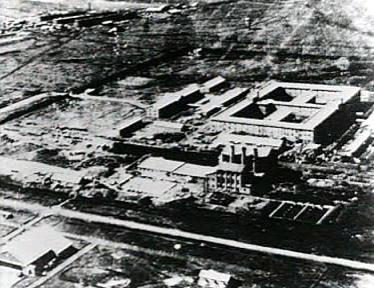
人間を生物兵器や化学兵器の実験に使用したほか、生きた万博やその他の実験に使用した日本のユニット731複合施設

日本での（非倫理的な）人体実験研究は第二次世界大戦中から始まる。それは数年間にわたって続いた。ハルビン近く（当時は中国北東部の日本の属国としての満州国）に位置していた日本軍の部隊である731部隊は、生体解剖、解体、バクテリア接種を行うことによって囚人に対して人体実験を行った。それは1932年から第二次日中戦争までの非常に大規模な流行を引き起こした。また、捕虜に対して生物兵器と化学兵器の実験もおこなっている。第二次世界大戦中の帝国の拡大に伴い、南京（1644部隊）、北京（1855部隊）、広州（8604部隊）、シンガポール （9420部隊）などの征服された都市にも同様の部隊が設置された。戦後、占領ダグラス・マッカーサー最高司令官は、彼らの実験結果すべてと引き換えに、石井四郎と部隊すべてのメンバーにアメリカの名の下に免責を与えた。アメリカ合衆国の意図は、石井らを確保することによってこの情報へのソビエトのアクセスを阻止することにあった。ソビエトはハバロフスク戦争犯罪裁判の間に731部隊のメンバーの一部を起訴している。
2006年11月、牧野明は、1944年と1945年にミンダナオに駐留している間に、女性と子供を含む囚人の外科手術と手足切断を行ったと共同通信に伝えた。犠牲者のほとんどはモロイスラム教徒であった。2007年に、湯浅謙はジャパンタイムズに対して、外科医を含む少なくとも1,000人が中国本土で外科研究を行ったはずだと証言した。

### その後の日本
1950年代においては、元731部隊のメンバーが囚人と精神保健患者に対し、致命的な病気を感染させていた。1958年、神戸医科大学に多数の乳児が連れて行かれ、鼻から胃に針を挿入することで砂糖を強制投与された。チューブが肛門に挿入されて、砂糖が消化器系によってどのように処理されたかを確認したものだった。幼児の多くは下痢と肛門出血を経験し、両親は彼らの子供たちが被験者として使われていることを知らされていなかった。

## アメリカ
19世紀後半以降、アメリカでは数多くの人間実験が行われ、後に非倫理的なものとして分類されている。それらの実験においては、被験者は実験についての知識、同意、またはインフォームド・コンセントなしに違法に行われたものである。例としては致命的または衰弱している人々へ意図的に感染性の病気をもつ人々をさらす、生物・化学兵器や放射線物質（人体放射線実験）や毒性物質を注入したり、外科的実験、尋問 / 拷問実験、向精神薬の投与実験、など多種多様な範囲にわたる。これらの実験の多くは子供と精神障害者に対して行われたものだった。また、多くの研究では、被験者の多くが貧困層、人種的少数派、囚人といった人々であった。多くの場合、被験者は病気の人や障害のある人であり、医師達は彼らに「治療」を受けるのだと伝えていた。彼らは知識や同意なしに有害で致命的な実験の対象として使用された。以来、これに対応して、権利擁護のアドボカシー団体および政府機関は、将来、米国において人を被験者とする研究が倫理的かつ合法的に行われることを確実にするために政策方針を決定し監視体制の構築に取り組むことになった。
第二次世界大戦中では、アメリカ合衆国メリーランド州のフォート・デトリックは、アメリカの生物戦実験の本部であった。ホワイトコート作戦は、人間対象における生物兵器の影響を観察するために、人への感染性物質の注入を行った。
政府による人体に関する実験が明らかになった際、それ対する一般の抗議は、とりわけキリスト教教会委員会、ロックフェラー委員会、および人体放射線実験に関する諮問委員会を含む多数の議会による調査および審問が行われる結果となった。これらの審問による起訴はされていない。また、実験に参加したすべての被験者にたいし、そのような実験の被験者であったと通知や補償がなされたわけでもなかった。
1950年代から60年代にかけて、Chester M. Southam は、HeLa癌細胞を健康な個人、癌患者、そしてオハイオ刑務所の刑務所受刑者に注入した。この実験は、インフォームド・コンセント、無加害原則、そして与益原則を含む多くの生命倫理的懸念を引き起こした。すでに癌にかかっていた被験者は、悪性細胞が注入されていることに気付いていなかった。さらに、これらの患者のうちの1人において、細胞はリンパ節に転移していた。
1962年、Kefauver Harris Amendment法がアメリカ合衆国議会で可決された。この改正は、製薬会社に自社製品の安全性と有効性の両方を証明することを要求するよう、連邦食品医薬品消費者法を変更したものだった。その結果、医薬品は消費者に販売される前に食品医薬品局 （FDA）の承認を得ることが必要となった。さらに、インフォームド・コンセントが参加要件となり、規則が制定された。この規制は、1950年における西ヨーロッパで妊娠中の女性に対して使用されたサリドマイドの問題に端を発したものである。鎮静剤サリドマイドはつわりの治療薬として市販されていたもので、薬からの影響で障害をもった12,000人以上の被害者を生み出した。
1932年から1972年までのタスキギー梅毒実験は、米国公衆衛生局はTuskegee Instituteと梅毒についての長期研究の契約を結んだ。研究期間中、600人以上のアフリカ系アメリカ人男性が梅毒に罹患しているとは知らされずに研究が行われた。病気をよりよく理解するためとして、研究者達は既知の抗生物質ペニシリン治療法を行わなかった。グループの3分の2は40年に渡る実験の終期までに死亡していた。1972年のリークによって研究の中止と重大な法的影響をもたらし、「米国史上最も悪名高い生物医学研究」と広く見なされてきた。国民の激しい反発に合った議会は、1974年に実験における人間の保護を規定する「国家研究法」を可決した。また、「生物医学および行動研究の被験者保護委員会」が設立され、研究と日常業務との間の境界、リスク - ベネフィット分析、参加のためのガイドライン、およびインフォームド・コンセントの定義を確立することを任務としていた。委員会が出した「ベルモント・レポート（1979）」により人への敬意（respect for persons）、与益（beneficence）、そして正義という3つの倫理的研究の原則を確立することになった。
プロジェクトMKUltra - 「CIAのマインドコントロールプログラム」とも呼ばれる - は、米国中央情報局 （CIA）によって設計および実施された、人間に関する実験の違法プログラムに与えられたコード名であった。人間に対する実験は、マインドコントロールを通じて自白をさせやすくするため、尋問や拷問に使用される薬物や手順を特定し開発することを目的としていた。CIAの科学情報部を通じて組織されたこのプロジェクトは、アメリカ陸軍の化学部隊の特殊作戦部とも連携して行われていた。このプログラムは1950年代初頭に始まり、1953年に正式に認可され、1964年には対象範囲が縮小され、さらに1967年に縮小され、1973年に正式に中止された プログラムは多くの違法行為に関与し 、特に、被験者たちは実験について知らされていない米国およびカナダの市民であったため、その正当性に関する論争が生じた。MKUltraは、薬物（特にLSD ）やその他の化学物質の無謀な投与、催眠術、感覚遮断、孤立、言葉による暴力、性的虐待、さらにはさまざまな形態の拷問を含む、人々の精神状態の操作や脳機能の改変を目的として数多くの手段を用いた。

### ビーチャー論文
1966年、ハーバード大学医学部麻酔学教授のヘンリー・ビーチャー博士は、その論文で、医学研究として公開されている22の研究を、患者に利益がない実験研究の被験者を元にした研究であったと特定し明らかにした。これらの研究は非倫理的とされているものである。その後、その22の研究は、主流の研究者によっておよそ10年以内に著名なジャーナルに発表されたものであったと特定された。この22例はビーチャーが収集した50の事例から選択されたものだった。彼はそのような非倫理的な研究が広範囲に行われており、医学研究における例外ではなく体系的な問題を表しているという証拠を提示した 。
ビーチャーは、このような悪い慣行の人体実験について10年近くにわたり著作を公開しており、彼の1965年の科学ライター達へのブリーフィングと1966年の論文は広範囲にわたるニュース報道により、一般の反応を刺激するものとなった。この論文は「ヒトを対象とした実験についてこれまでに書かれた最も影響力のある単一の論文」と評されている。これにより患者の権利を確立する運動がますます促進していくことにもなった。米国人間研究保護局は、この文書を通じて「NIHおよびFDA規制の推進に貢献するものとなった」としている。
ビーチャーはそのような医師や研究者による搾取的立場乱用の防止策の開発に尽力した。彼は、これらの研究における共通の要素は、軍人や施設の精神障害児のような被験者が自由に断れる立場にない、弱い立場にいる人々であることも明らかにしている。ビーチャーは、真のインフォームド・コンセントは達成不可能な理想であるため、インフォームド・コンセントを必要とする規則だけでは十分ではないと考えた。彼は、インフォームド・コンセントのための規則と条件を定義することと共に、研究プロトコルに関する監視の追加として倫理委員会などの監督体制を設立することの両方に取り組んだ 。

## オーストラリア
1920年代と1930年代に、先住民がどのように痛みを経験するのかの実験対象となり、身体測定と血液サンプルが強制的に採取される等の医学実験を受けた。実験は科学的人種差別主義のシステムによって動機付けられ、アデレード大学の研究者によって行われた。2002年に、大学の副学長は実験を「下劣で、中には野蛮な」実験であったと説明し、大学はアボリジニとトレス海峡諸島人グループに正式に謝罪を行った。

## カナダ
カナダは歴史的に120年以上にわたって先住民族に対して同化政策をとっていた。先住民の子供約15万人が同化政策によって、強制的に親元から引き離されて「インディアン寄宿学校」に入れられていた。この強制的な同化政策方針に沿って非倫理的な医学実験を行ってきた。1933年、サスカチュワン州クアペル近郊の保護区出身の約600人の先住民の子供たちが結核ワクチンをテストするBCG試験に登録された。対照群と治療群の両方において、5分の1近くが曝露、栄養失調、その他の原因で死亡。非先住民族のために必要とされてはいたが、親の同意は得られていなかった。1942年から1952年の間に、6つの寄宿学校の栄養失調の子供たちが、同意も保護者の通知もなしに実験に使われた。それらは治療群と対照群に分けられ、それらが特定のサプリメントの組み合わせが問題を軽減するかどうかを決定するために実験台となり、十分な栄養を受けることを制限された。実験はカナダの先住民省 (the Department of Indian Affairs of Canada) によって行われ、Percy Mooreと元カナダの小児科会会長であるFrederick Tisdallによって指揮されたものだった。2014年、協会は、イヌイット、メティスおよびファーストネーションズの青少年を含む共同コミュニティ参加型研究のガイドラインを概説した声明を発表した。

## グアテマラ
1946年から1948年までの間、グアテマラにおいて、米国の科学研究者達は何百人もの精神病患者に性感染症（STD）を罹患させた。アメリカ公衆衛生局（PHS）の研究者らは、グアテマラの国立精神保健病院に収容されていた約1,500人の男性および女性患者に対して実験を行った。研究者達は患者に淋病と梅毒を感染させ、他の人にも感染させるようにと促していた。実験はグアテマラ政府と協力して行われた。PHSは梅毒予防接種を装って実験を行っていた。これらの実験は、2010年にタスキギー梅毒実験に関する本を研究していたウェルズリー大学のSusan Reverbyによって明らかにされた。アメリカ合衆国国務長官ヒラリー・クリントンはグアテマラに対する公式の謝罪を表明した。バラク・オバマ大統領は、これらの実験を「人道に対する犯罪」と呼んでいたアルバロ・コロン大統領に謝罪した。

## 北朝鮮
北朝鮮の人体実験 - 会寧強制収容所

## スウェーデン
ビペホルム実験は、スウェーデンのルンドにある知的障害者のためのビペホルム病院において、患者のう蝕を誘発させる為に大量の菓子を与えられた一連の人間実験であった（1945-1955）。炭水化物が虫歯の形成に影響を及ぼすかどうかを判断するために、実験は製糖産業と歯科医コミュニティの両方によって後援されたものだった。結果として、この実験は、虫歯についての広範な知識を提供し、そして糖の摂取を虫歯に結び付けるのに十分な経験的データをもたらすことになった。

## ソビエト連邦
ソビエト秘密警察による化学兵器開発 - Laboratory 1, Laboratory 12, Kamera。

## イギリス
国立公文書館の機密が解かれた文書によると、1930年代から1940年代に、英国軍は、何百ものイギリス人とインド人を「実験用モルモット」としてマスタードガスがイギリス人とインド人の肌と比べてどちらによりダメージを与えるかの実験を行った。被験者がすべてボランティアであったかどうかは不明である。
1950年代には、ポートンダウンの英国国防省の国防科学技術研究所で非倫理的な方法で行われた人体実験がもとでロナルド・マディソンの死亡事件が起きている。

## 国際的な薬物臨床試験
20世紀後半以降、アフリカ諸国はしばしば大手国際製薬会社による臨床試験の場となってきた。いくつかのケースでは、農村コミュニティは非常に物議を醸す医学実験を受け、医師恐怖症（iatrophia）を発症した。根本的な不信は、「ホブソン選択（嫌なら全部無しだ）」における潜在的な対立にあると言える。倫理的に疑わしい実験の複数の事例が公表されている。
20世紀後半、デポプロベラはジンバブエの女性に対して臨床試験を行ったものだった。承認されると、この薬は1970年代に人口管理対策として使用され、商業農場の所有者たちが、ネイティブの女性労働者たちにデポプロベラを接種するよう圧力をかけるようになったため、後にジンバブエで禁止されることになった。
ナイジェリアのカノにおける1996年の臨床試験では、髄膜炎の治療にファイザー薬のトロバンが使用され、200人の子供が身体障害を受け、11人が死亡した。ナイジェリア政府は、インフォームド・コンセントを適切に得たかどうかについて疑わしいとしてファイザーを起訴した。ファイザーは、薬物検査に関するすべての規制を満たしていると法廷で主張した。多くのナイジェリア人は医療用ワクチンの使用を信用しておらず、また治験への参加を拒否するようになった。
1994年に、米国の製薬会社は出産時のHIV / AIDの伝播を減らすための治療法を開発することを目的として、HIV陽性のアフリカ人に対してAZT薬の試験を開始した。国立衛生研究所（NIH）と疾病管理センター （CDC）からの資金で、このプログラムは17,000人以上のジンバブエの女性が出産時のHIV / AIDSの伝播防止におけるAZTの有効性をテストした。女性の半数には薬ではなくプラセボが投与され、被験者は治療の潜在的な危険性について知らされていなかった。AIDS予防管理プログラムの責任者であるPeter Lamptey氏は、「あなたがこの調査の人々にインタビューをしたとしても、彼らが実際に同意したことを理解している人はほとんどいないでしょう」と述べている。この研究で推定1000人の女性がHIV / AIDSに感染した子供を産んだ、これは女性を既知の薬で治療することで回避できた可能性があった。このテストは、CDCによるタイでの実験から十分なデータが得られたと公表された1998年に中止された。